# Simeon Uroš
Simeon Uroš, nome completo Siniša Uroš Nemanjić, (... – 1371), è stato un nobile serbo, imperatore dei romei e dei serbi dal 1359 al 1371.

## Biografia
Siméon Uroš era figlio del re Stefano Uroš III Dečanski e della principessa bizantina Maria Paleologa sua seconda moglie. Egli era il fratellastro dell'imperatore Stefano Uroš IV Dušan.
Dopo la morte di Stefano Uroš IV Dušan, nel 1356 dichiarò la secessione agli inizi del regno del figlio di questi Stefano Uroš V di Serbia e si proclamò «Imperatore» a Kostur. Giunse ad allargare ii suo dominio sulla Serbia del sud, l'Epiro (1359) e la Tessaglia. La nobiltà locale lo accettò come figlio di Stefano Uroš III Dečanski e l'aristocrazia bizantina come figlio della principessa greca Maria Paleologa.
Morì nel 1371 e gli succedette in Tessaglia suo figlio Giovanni Uroš che ritirandosi a vita monastica nominò al suo posto nel 1382 governatori (Cesari) un ramo degli Angelo (Filanthropeni) che poi ricondussero la Tessaglia sotto l'influenza di Costantinopoli. In Epiro gli succedette suo genero Tommaso Preljubović.
Siméon Uroš ebbe tre figli dal suo matrimonio con Tommasa Orsini figlia ed erede di Giovanni Orsini despota d'Epiro, discendente per linea materna degli Angelo Comneno Duchi (come i conti di Drivasto e Durazzo, grandi maestri dell'Ordine angelico costantiniano di San Giorgio), di Niceforo I Ducas despota d’Epiro.
- Giovanni Uroš Ducas Paleologo (morto nel 1422) che gli succedette in Tessaglia, il quale nel 1382 nominò Cesari al governo della Tessaglia gli Angelo Filanthropeno (mantenendo per se il titolo di Basileo, da Sovrano intervenne nel 1386 in Giannina per riparare le ingiustizie del despota Preljubović).
- Stefano Uroš, governatore di Farsalo. Nel 1582 si tentò di sposarlo alla contessa di Salona, Maria Fadrique, ma le trattative furono interrotte a causa della disapprovazione di Pietro IV d'Aragona.
- Maria Angelina (morta nel 1394) che sposò Tommaso Preljubović e regnò su Ioannina e sull'Epiro (1366-1384).

## Ascendenza
|                           |                      |                                | Genitori                  |  |  | Nonni |  |  | Bisnonni       |  |  | Trisnonni           |  |
|                           |                      |                                |                           |  |  |       |  |  | Stefano Uroš I |  |  | Stefano Prvovenčani |  |
|                           |                      |                                |                           |  |  |       |  |  | Stefano Uroš I |  |  | Stefano Prvovenčani |  |
|                           |                      | Anna Dandola                   |                           |  |  |       |  |  | Stefano Uroš I |  |  |                     |  |
| Stefano Uroš II Milutin   |                      |                                |                           |  |  |       |  |  | Stefano Uroš I |  |  |                     |  |
|                           |                      | Elena d'Angiò                  | …                         |  |  |       |  |  |                |  |  |                     |  |
|                           |                      | Elena d'Angiò                  | …                         |  |  |       |  |  |                |  |  |                     |  |
|                           |                      | Elena d'Angiò                  | …                         |  |  |       |  |  |                |  |  |                     |  |
| Stefano Uroš III Dečanski |                      | Elena d'Angiò                  |                           |  |  |       |  |  |                |  |  |                     |  |
|                           |                      | Giorgio I di Bulgaria          | …                         |  |  |       |  |  |                |  |  |                     |  |
|                           |                      | Giorgio I di Bulgaria          | …                         |  |  |       |  |  |                |  |  |                     |  |
|                           |                      | Giorgio I di Bulgaria          | …                         |  |  |       |  |  |                |  |  |                     |  |
| Ana Terter                |                      | Giorgio I di Bulgaria          |                           |  |  |       |  |  |                |  |  |                     |  |
|                           |                      | Kira Maria Asenina di Bulgaria | Mico Asen di Bulgaria     |  |  |       |  |  |                |  |  |                     |  |
|                           |                      | Kira Maria Asenina di Bulgaria | Mico Asen di Bulgaria     |  |  |       |  |  |                |  |  |                     |  |
|                           |                      | Kira Maria Asenina di Bulgaria | Maria Asenina di Bulgaria |  |  |       |  |  |                |  |  |                     |  |
| Simeon Uroš               |                      | Kira Maria Asenina di Bulgaria |                           |  |  |       |  |  |                |  |  |                     |  |
|                           | Costantino Paleologo | Michele VIII Paleologo         |                           |  |  |       |  |  |                |  |  |                     |  |
|                           | Costantino Paleologo | Michele VIII Paleologo         |                           |  |  |       |  |  |                |  |  |                     |  |
|                           | Costantino Paleologo | Teodora Ducas Vatatzina        |                           |  |  |       |  |  |                |  |  |                     |  |
| Giovanni Paleologo        | Costantino Paleologo |                                |                           |  |  |       |  |  |                |  |  |                     |  |
|                           |                      | Irene Rauliana                 | Giovanni Raulo Petralife  |  |  |       |  |  |                |  |  |                     |  |
|                           |                      | Irene Rauliana                 | Giovanni Raulo Petralife  |  |  |       |  |  |                |  |  |                     |  |
|                           |                      | Irene Rauliana                 | Teodora Rauliana          |  |  |       |  |  |                |  |  |                     |  |
| Maria Paleologa           |                      | Irene Rauliana                 |                           |  |  |       |  |  |                |  |  |                     |  |
|                           |                      | Teodoro Metochite              | Giorgio Metochita         |  |  |       |  |  |                |  |  |                     |  |
|                           |                      | Teodoro Metochite              | Giorgio Metochita         |  |  |       |  |  |                |  |  |                     |  |
|                           |                      | Teodoro Metochite              | …                         |  |  |       |  |  |                |  |  |                     |  |
| Irene Metochita           |                      | Teodoro Metochite              |                           |  |  |       |  |  |                |  |  |                     |  |
|                           |                      | …                              | …                         |  |  |       |  |  |                |  |  |                     |  |
|                           |                      | …                              | …                         |  |  |       |  |  |                |  |  |                     |  |
|                           |                      | …                              | …                         |  |  |       |  |  |                |  |  |                     |  |
|                           |                      | …                              |                           |  |  |       |  |  |                |  |  |                     |  |